# Вашингтония
Вашингто́ния (лат. Washingtonia) — род древесных растений семейства Пальмовые (лат. Arecaceae, или Palmae) с юго-запада США и северо-запада Мексики.
Существует два вида — Вашингтония нитеносная (лат. Washingtonia filifera, англ. California Fan Palm) и Вашингтония крепкая (лат. Washingtonia robusta, англ. Mexican Fan Palm).

## Биологическое описание
Вашингтония — быстрорастущая пальма субтропиков. Выдерживает кратковременные морозы до −12 °C.
Имеет веерные листья диаметром до 1.5 м и серый прямой ствол высотой до 30 м. Старые засохшие листья могут не опадать годами, формируя временами довольно высокую «юбку» на стволе. Часть ствола, свободная от старых листьев, может быть гладкой или иметь остатки черешков листьев (англ. boots).

## Использование
Вашингтония используется как декоративное дерево в городских посадках в Калифорнии и в меньшей степени во Флориде. Деревья, которые можно видеть во Флориде, достигают меньшей высоты, чем их калифорнийские собратья. Это объясняют значительной грозовой активностью Флориды, где молнии попадают в вашингтонии, выдающиеся вверх над более низкой растительностью.
Также вашингтонию выращивают в качестве комнатного растения.